# Woltemade Hartman
Woltemade Hartman (* 1959 in Südafrika) ist ein klinischer Psychologe und Psychotherapeut. Er praktiziert in eigener Praxis in Pretoria (Südafrika) und lehrt als Dozent an der Universität von Pretoria. Hartman absolvierte verschiedene Ausbildungen, so in der Hypnotherapie bei der Ericksonian Foundation in Phoenix (Arizona) und in der Ego-State-Therapie bei John Goodrich Watkins und Helen Huth Watkins in Missoula (Montana). Hartman unterrichtet seinerseits in Hypnotherapie, Ego-State-Therapie sowie Eye Movement Integration (EMI) und Eye Movement Desensitization and Reprocessing (EMDR).
Einer seiner Schüler ist Jochen Peichl.

## Leben und Wirken
Woltemade Hartman besuchte von 1965 bis 1971 die Primary School, West Rand Cons Primary School and Krugersdorp-North in Südafrika. Dann von 1972 bis 1976 die Monument High School. Das Highschool-Studium wurde 1973 durch einen Auslandsaufenthalt in Horn bei Schwangau (Ost-Allgäu) unterbrochen.
Von 1977 bis 1980 erhielt er eine Ausbildung zum High school teacher (BA.Ed (Psychology) an der Rand Afrikaans University (RAU)). Seine Hauptfächer waren Deutsch und Psychologie. Anschließend erwarb er seinen Bachelor of Arts in Psychologie ebenfalls an der RAU. Von 1982 bis 1983 unterrichtete er Deutsch an der Monument High School.
Sodann folgten von 1984 bis 1986 ein Aufbaustudium in Psychologie, das er mit dem Masters Degree (MA) in Educational Psychology beendete. Sein Promotionsstudium, von 1991 bis 1993, schloss er mit einem Ph.D. über die „Ego State Therapy with Sexually Traumatised Children“ an der University of Pretoria (UP) ab.
Hartman gründete maßgeblich das Milton H. Erickson Institutes (MEISA) in Südafrika, dem er als Direktor vorsteht. Er ist im Vorstand der Internationalen Hypnose Gesellschaft (ISH) und hat die Aufgaben eines Senior Research Fellow an der Psychologischen Fakultät der Universität von Johannesburg inne.
Er war als Sportler (Turner) seit dem vierten Lebensjahr aktiv und Mitglied des National South African teams.

## Publikationen (Auswahl)
- Ego state therapy with sexually traumatized children.
- Ich bin viele multiple Ich-Prozesse und wie man sie nutzen kann: Einführung in die Ego-State-Therapie.
- The Use of Ego State Therapy in the Treatment of Somatic Reactions to Trauma. Proceedings of the 1st Africa Congress in Clinical Hypnosis and Psychosomatic Medicine, Sun City, South Africa, October 15-19, 1995.
- Advanced Techniques of Ericksonian Utilization: The Use of Symptom Words, Figures of Speech and Sequences in Guiding Ego States’ Associations. Hypnos. Swedish Journal of Hypnosis in Psychotherapy and Psychosomatic Medicine, 24, 206-212.
- The Utilization of Ego State Patterns of Self-Expression in the Treatment of Aphonic Conversion Reactions. Hypnos. Swedish Journal of Hypnosis in Psychotherapy and Psychosomatic Medicine (2001), XXVII, 4-10.
- Ego State Therapy - Then and Now: Towards a Naturalistic Utilization Approach. A Tribute to John. G. Watkins. Hypnos. Swedish Journal of Hypnosis in Psychotherapy and Psychosomatic Medicine (2002), XXIX, 52-58.
- Mental Strengths and Experiential Solutions: Conquering the Trauma of Apartheid, Racism, Sexism and Xenophobia. HypnosNytt, (2008) 3, 7-16.
- Straight Guys with Queer Eyes: The Utilization of Opposing Ego States in the Treatment of Trauma-Related Sexual Orientation Distress. Tidsskrift for Klinisk Hypnose (2009) 2, 13 - 22.
- Straight Guys with Queer Eyes: The Utilization of Opposing Ego States in the Treatment of Trauma-Related Sexual Orientation Distress. HypnosNytt. Swedish Journal of Clinical Hypnosis (2009) 3, 3-13.
- zusammen mit Kai Fritzsche: Einführung in die Ego-State-Therapie. 4. Auflage, Carl-Auer, Heidelberg 2019, ISBN 978-3-8497-0171-0

## Medien
- Was ist Ego-State-Therapie. (Youtube, insgesamt 4 Beiträge)